# Беседа птиц
«Беседа птиц» (встречаются также переводы «Разговор птиц», «Язык птиц», «Логика птиц»; перс. منطق الطیر) — эпическая философская поэма персидского суфийского мыслителя Аттара, состоящая из более чем 4500 строк.
По сюжету поэмы птицы устраивают собрание, на котором должны решить, кто будет их царём. После споров удод предлагает им отыскать легендарного Симурга, чтобы предложить ему этот титул. Удод, считающийся среди птиц самым мудрым, возглавляет ищущих, каждый из которых символизирует собой какой-то порок, мешающий человеку достичь просветления. Они отправляются на поиски жилища Cимурга и для этого должны преодолеть семь долин. К концу странствия остается лишь группа из тридцати птиц. Поэма заканчивается тем, что они находят это жилище, которым оказывается большое озеро; посмотрев в воды озера, птицы видят в нём лишь свои собственные отражения.
Название поэмы отчасти строится на игре слов: «Симург», название легендарной птицы из иранской мифологии, созвучно с перс. سی مرغ‎ (si morğ), что означает «тридцать птиц». Для поэмы характерно большое количество вплетённых в основной сюжет коротких дидактических историй и глубокий символизм: так, образ каждой птицы воплощает собой какой-либо человеческий порок (например, соловей отождествляется с любовными страстями, попугай — с поисками фонтана бессмертия вместо стремления познать Бога, павлин — с дьяволопоклонством); семь долин, которые должны пересечь птицы, связаны с семью чувствами, которые человек, согласно учению суфиев, должен преодолеть для познания истинной природы Бога. Концовка поэмы также связана с суфийским учением: Бог, согласно суфизму, существует не в виде некой внешней субстанции или отдельно от Вселенной, а отражается в совокупности всего существующего.

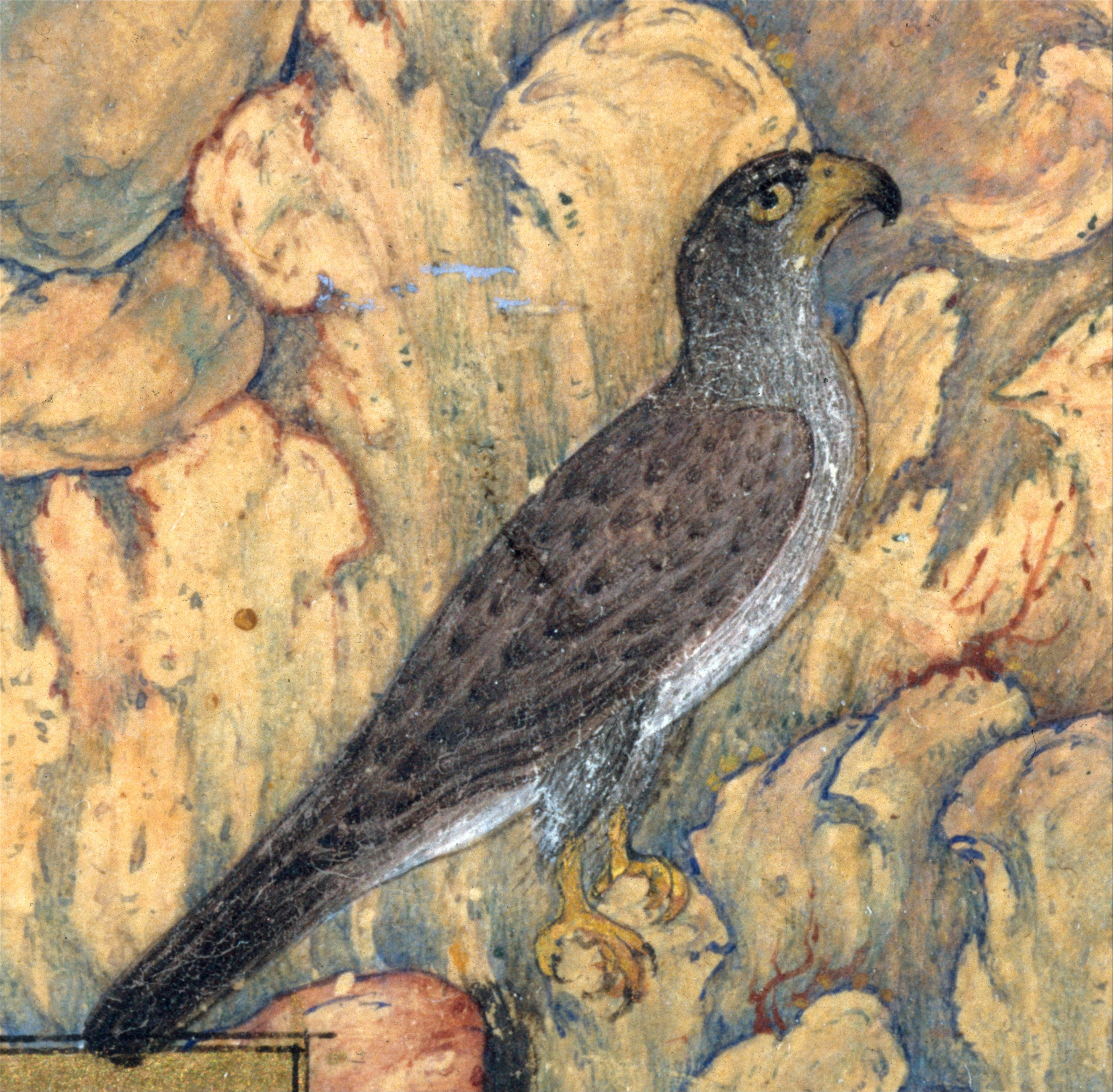
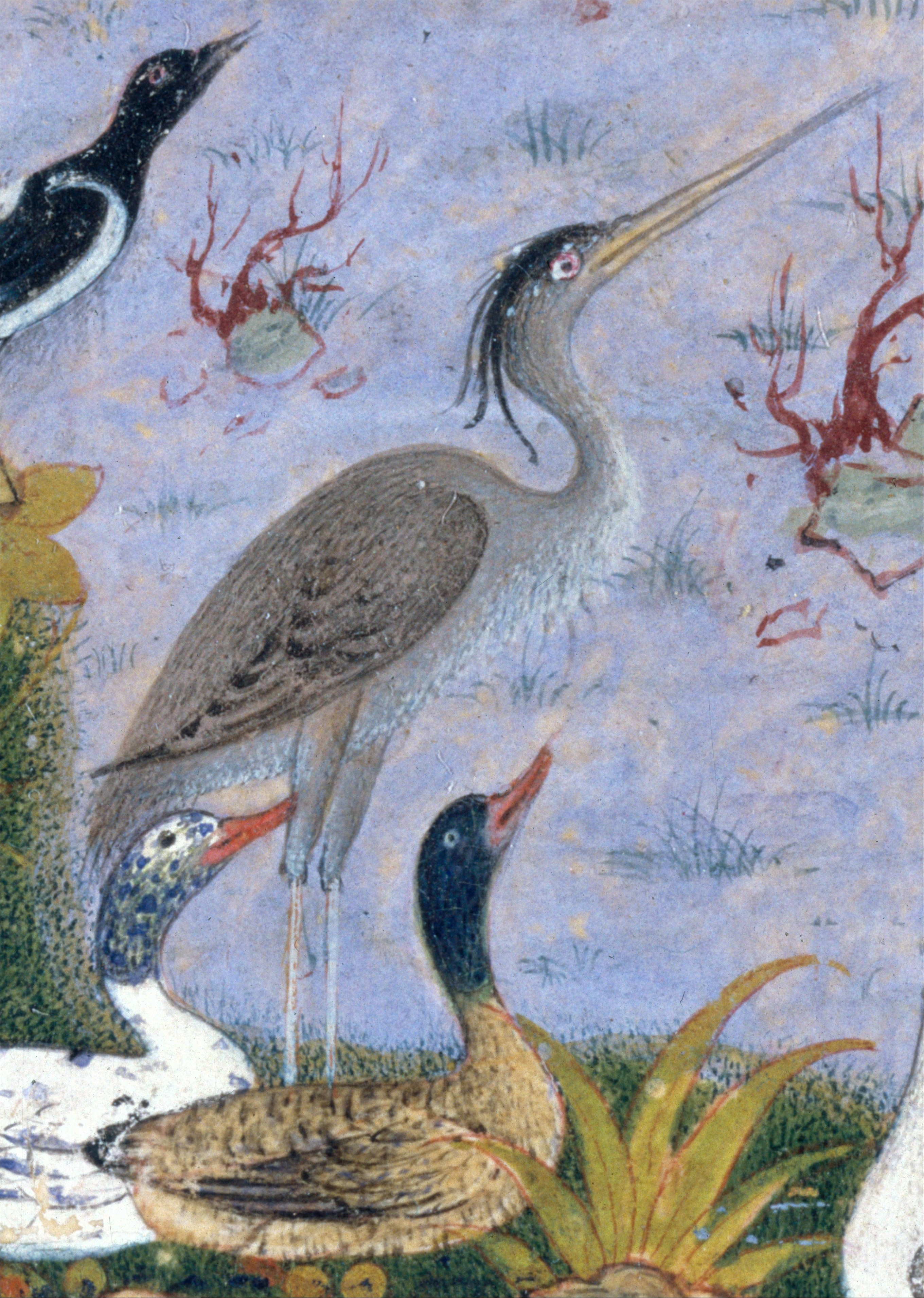
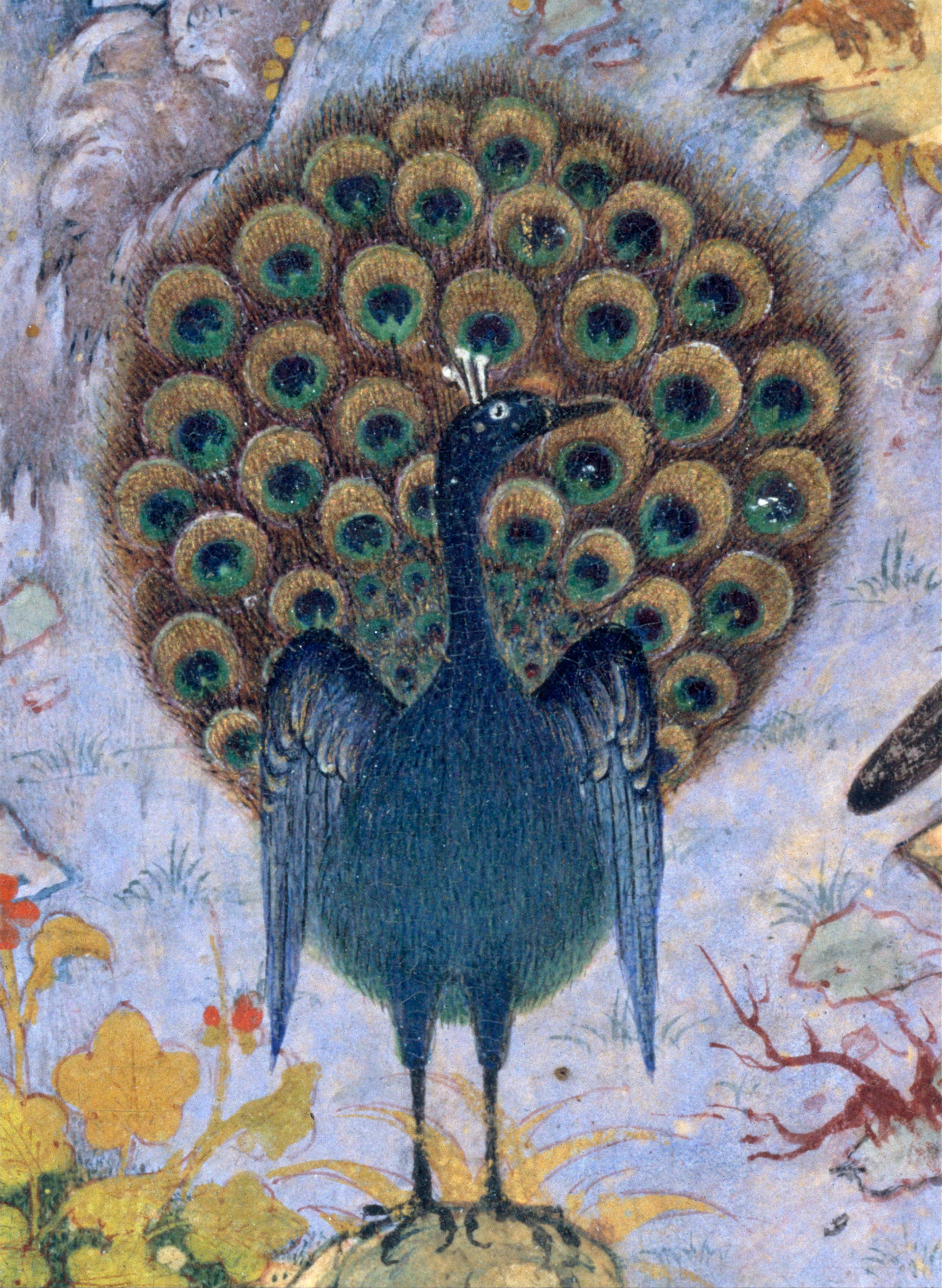